# Messaoudia
Messaoudia is een geslacht van uitgestorven zee-egels uit de familie Holasteridae.